# Irepodun (estado de Kwara)
Irepodun é uma área do governo local em Kwara (estado), Nigéria. Sua sede está na cidade de Omu Aran.
Possui uma área de 737 km² e uma população de 147,594 no Censo de 2006.
O código postal da área é 251.